# 체카
체카(러시아어: Чека, 영어: CK)는 소련에 존재하던 정보 기관으로 일련의 소련 공안기관들로 이어지는 첫 번째 정보 기관이다. 정식 명칭은 반혁명 방해공작 대처를 위한 전러시아 국가특수위원회(反革命 妨害工作 對處를 爲한 全러시아 國家特殊委員會, 러시아어: Всероссийская чрезвычайная комиссия по борьбе с контрреволюцией и саботажем, ЧК 프세로시스카야 치레즈비차이나야 코미시야 포 보리베 스 콘트레볼류치예이 이 사보타젬[*])이다. 1917년 12월 20일 블라디미르 레닌과 볼셰비키들에 의해 설립되었으며, 폴란드 출신 공산주의 혁명가 펠릭스 제르진스키가 이 조직을 이끌었다. 1922년 2월 6일 체카는 국가정치총국으로 승격되었다.
설립 당시부터 체카는 소련의 공산주의 수호와 공안을 책임진 병력이었다. 1921년 체카의 산하부대인 "공화국 국내 수비대"는 병력 20만 명을 보유하고 있었다. 존속 당시 체카는 차르에 복종하는 왕당파를 제거하고 백군의 폭동이나 반란을 진압하는 등 다방면으로 활동했다.
제도사적으로 체카는 역사상 최초의 검경(檢警) 복합체로서, 정보 기관 고유의 역할과 더불어 치안 업무와 사법 통제, 수사권과 기소권 행사 및 재판 감독의 업무를 포괄적으로 수행하였으며, 군사 감찰 업무까지 담당하였던 막강한 조직이었다.

## 역사
볼셰비키가 일으킨 10월 혁명 이후 각지에서 이에 반대하는 세력이 일어서자 레닌은 한달후 1917년 12월 체카의 설립을 지시했다. 제르진스키가 이 작업을 맡았으며, 10월 혁명을 주도했던 "페트로그라드 군사혁명위원회"에 소속되어있던 "반혁명 분쇄를 위한 특별위원회"를 "반혁명 방해공작 대처를 위한 국가특수위원회"로 바꾸고 권한을 확장했다. 체카의 목적은 모든 반혁명 기도를 분쇄하고, 볼셰비키에 반대하는 모든 이들을 혁명재판소에 회부하는 것이었다. 이 목적을 달성하기 위한 물리력으로는, 감금, 식량배급카드 몰수, 반동분자 명단 발표와 같은 수단을 사용한다고 천명하였다. 볼셰비키는 10월 혁명 직후에는 처형과 같은 극단적 무력사용을 자제했다고 한다.
베체카의 요원은 볼셰비키당원만 될 수 있었다. 초기에는 사회혁명당 좌파도 요원으로 채용했다. 하지만 1918년 레닌이 사회혁명당원에게 암살될 뻔한 사건 이후 사회혁명당원들은 베체카에서 추방되었고, 러시아 내전이 격화됨에 따라 본격적인 베체카의 적색 테러 활동이 시작되었다. 그리하여 체카의 이름으로 대량즉결처분이 이루어졌다.
1922년 체카는 국가정치부로 이름을 바뀌었다.

## 역할

### 정치적 탄압
레닌이 지도한 대로, 체카는 "인민의 적"에 대한 대량체포, 구금, 처형을 행했다. 체카는 프로레타리아 계급의 적인 "부르주아"이거나 사제 들이 자신들의 투쟁대상임을 명시했다. 체카의 첫 번째 조직적인 대량 탄압은 1918년 볼셰비키에 반대하는 좌익세력인 "페트로그라드 자유지상적 사회주의자"들이었다.
그러나 1달안에 체카는 공산정부에 반대하는 모든 정파(무정부주의자나 사회혁명당 포함)로 탄압 범위를 확대했다. 1918년 5월 1일 모스크바에서는 무정부주의자와 경찰간의 전투가 벌어졌다. 이 사건을 계기로 체카는 무정부주의자들에 대해 대대적인 보복 작전을 전개하였고, 수많은 무정부주의자 및 혁명정부에 반대하던 정치인사들이 체포되어 처형되었다. 이러한 볼셰비키와 체카의 활동을 "적색 테러"라고 했다. 적색 테러는 펠릭스 제르진스키가 추진하였고, 붉은 군대의 기관지인 크라스나야 가제타에 생생하게 묘사되었다.
체카는 26개의 무정부주의자 정치본부를 시급했고, 40명의 무정부주의자를 사살했으며, 500여명을 체포하였다. 체카는 혁명을 수호한다는 명분아래 혐의만으로도 재판없이 수천명을 처형하였고, 운좋게 살아남은 사람들도 시베리아와 같은 유형지로 보내지는 것이 보통이었다.
체카는 반혁명인사나 볼셰비키의 정적의 암살 작전에도 종사했다. 우크라이나에서 세력을 떨치던 무정부주의자 네스토르 마흐노를 암살하기 위해 체카요원이 파견되었으나, 그들은 체포되어 처형되었고, 임무는 실패하였다.

### 탈영병 처단
1919년과 1920년 사이에 붉은 군대에서 약 300만명의 탈영병이 발생하였다. 이런 탈영병을 처벌하기 위해 만들어진 체카 산하의 "특별 징벌부" 부대는 1919년에는 50만명의 탈영병이 체포하였고, 1920년에는 80만을 체포하였다. 체포된 이들은 붉은군대로 강제로 귀대시켰고, 겁을 주어 복종시키기 위해 본보기로 걸린 수천명이 처형되었다. 이 수는 제1차 세계대전 당시 러시아군이 처단한 탈영병 수와 거의 맞먹는다. 또한 과거에 혁명을 지지했던 페트로그라드의 수병들이 일으킨 크론슈타트 반란의 진압에도 체카가 선봉에 섰다. 체카는 잔혹행위로 잘 알려져 있지만, 당시 러시아 내전상황하에서 체카뿐만 아니라 체카의 적인 반혁명군도 상당한 잔혹행위를 저질렀다. 그러므로 공산정부와 체카만이 잔혹행위를 했던 것은 아니다.

### 고문
체카는 잔혹한 고문도 행했다고 알려져 있다. 희생자들은 산채로 피부를 발라내기, 또는 머리가죽을 벗기기, 또는 철조망 왕관 쓰기, 몸을 찔러 관통시키기, 십자가에 매달기, 죽을때까지 돌던지기, 널빤지에 묶어서 용광로나 끊는 물이 담긴 탱크에 천전히 집어넣기 등의 잔혹한 고문을 당했다고 알려져 있다. 여성죄수들은 강간을 비롯한 성고문에 노출되었고, 8살에서 16살 사이의 청소년도 때로는 처형당했다고 한다.

### 희생자의 수
체카에 의해 처형된 사람들이 얼마나 되느냐에 대한 추정치는 학자에 따라 다르다. 가장 적은 수치는 제르진스키의 부하였던 마르틴 라치스가 러시아 소비에트 연방공화국에서만 한정해서 추정한 1918년에서 1920년 사이의 12,733명이다. 하지만 전문가들은 이 수치가 크게 실제보다 축소 발표된 것이라고 추정한다. 체임벌린(W. H. Chamberlin)의 추정치는 5만여명이다. 많게는 25만명에서 50만명까지 추정하는 사람들도 있다. 추정치를 산정하는 것을 어려운 이유중의 하나는 체카가 정치적 처형자들도 "비적"이나 "무장 강도" 등으로 혐의를 붙였기 때문이다. 어떤 학자들은 러시아 내전의 전투에서 전사한 인원보다 체카의 손에 처형된 이가 많을 것이라고 추정한다.
레닌은 체카의 처형방식을 정당하다고 인식했다. 그는 1920년 1월 12일의 연설에서 "우리는 머뭇거리지 않고 수천명을 쏘았다. 우리는 앞으로도 그럴 것이다. 그래야만 우리가 이 나라를 구할 수 있다."라고 말하며 체카의 숙청을 옹호했다. 또한 1921년 5월 14일 레닌이 의장을 맡고 있던 당 정치국은 체카의 즉결처분권을 확대하는 조치를 통과시켰다.

## 같이 보기
- 대숙청
- 공안질서수호국